# بلاي بوي بلاي ميت

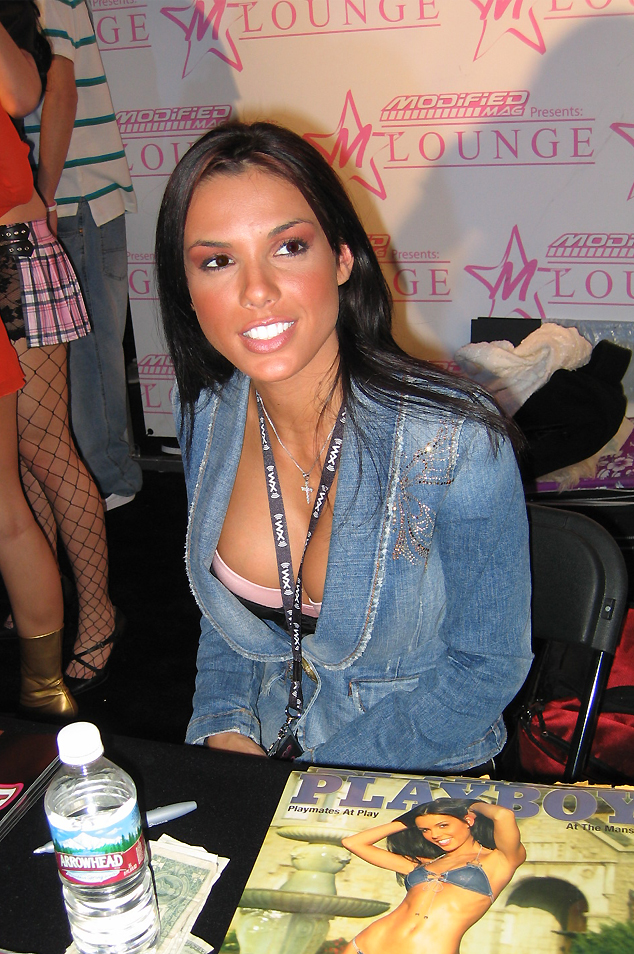
كارميلا ديسيساري بلاي ميت عام 2004.

بلاي ميت هي عارضة امرأة تظهر على غلاف مجلة بلاي بوي، يتم اختيار بلاي ميت لكل شهر في السنة وتتضمن صور عارية للعارضة بالأضافة لمعلومات شخصية عنها مثل تاريخ الميلاد والطول.تحصل بلاي ميت الشهر على جائزة قدرها 25 ألف دولار وفي نهاية العام يتم اختيار بلاي ميت العام من ال 12 عارضة الفائزات بلاي ميت الشهر وتحصل بلاي ميت العام على 100 ألف دولار إضافية.